# Chepy

Chepy este o comună în departamentul Marne, Franța. În 2009 avea o populație de 388 de locuitori.